# Ludobójstwo w Burundi (1972)
Ludobójstwo w Burundi w 1972 roku (rn. ikiza) – zakrojone na szeroką skalę masakry członków grupy etnicznej Hutu, dokonywane wiosną i latem 1972 roku przez armię Burundi oraz paramilitarne bojówki, zdominowane przez członków mniejszości etnicznej Tutsi.
Hutu stanowili najliczniejszą grupę etniczną w Burundi, lecz od 1965 roku reprezentujący interesy Tutsi wojskowy reżim systematycznie ograniczał ich wpływy w życiu politycznym, siłach zbrojnych i administracji. 29 kwietnia 1972 radykalni politycy Hutu wywołali z pomocą kongijskich najemników zbrojne powstanie w południowych prowincjach kraju, w trakcie którego zamordowano od kilkuset do kilku tysięcy Tutsi. Rządowa armia szybko jednak stłumiła rebelię, a represje wobec jej sympatyków przekształciły się w planową i systematyczną eksterminację elity społecznej Hutu. Historycy oceniają, że od końca kwietnia do września 1972 zamordowano w Burundi od 100 tys. do 300 tys. Hutu (w większości przedstawicieli inteligencji), a co najmniej 150 tys. zmuszono do ucieczki z kraju. Był to pierwszy odnotowany przypadek ludobójstwa w historii postkolonialnej Afryki. Owa zbrodnia nie spotkała się jednak z poważniejszą reakcją ze strony społeczności międzynarodowej, a poza granicami Burundi nadal pozostaje w dużej mierze nieznana.

## Tło społeczno-historyczne

### Hutu i Tutsi
Burundi jest niewielkim państwem (pow. 27 834 km²), położonym w regionie Wielkich Jezior Afrykańskich. W 1972 roku liczyło ok. 3,5 mln mieszkańców. Burundi łączy bardzo wiele podobieństw z sąsiednią Rwandą. Oba państwa posiadają zbliżoną powierzchnię i gęstość zaludnienia, a ich ludność łączą podobne kultura i język. Łączy je także podobna historia. Przez pewien czas Burundi wraz z Rwandą stanowiło kolonię Cesarstwa Niemieckiego (1889–1918), by po zakończeniu I wojny światowej przejść pod administrację Belgii – najpierw jako terytorium mandatowe Ligi Narodów, później natomiast jako terytorium powiernicze ONZ (1918–1962). Oba państwa uzyskały niepodległość 1 lipca 1962 roku. Najważniejszą z ich cech wspólnych pozostaje jednak dualistyczna struktura etniczna. Zarówno w Burundi, jak i w Rwandzie największą grupę etniczną stanowią bowiem Hutu (ok. 80–90%), podczas gdy na drugim miejscu plasują się Tutsi. Oba państwa zamieszkuje także niewielka liczba pigmejów Twa. W ślad za belgijskimi szacunkami z lat 30. XX wieku większość źródeł podaje zazwyczaj, iż Burundi zamieszkuje kolejno: 85% Hutu, 14% Tutsi oraz 1% Twa.
Hutu i Tutsi znajdują się w tym samym kręgu kulturowym i posługują się tym samym językiem (w przypadku Burundi jest to rundi). Wbrew rozpowszechnionemu stereotypowi nie zawsze występują także między nimi wyraźne różnice w wyglądzie fizycznym. W okresie prekolonialnym obie grupy dzielił przede wszystkim status społeczny. Hutu trudnili się zazwyczaj uprawą roli, podczas gdy Tutsi byli znani ze swych tradycji pasterskich. Do Tutsi – w szczególności na obszarach dzisiejszej Rwandy – należała władza i szereg związanych z nią przywilejów. Pomiędzy obiema grupami panowały powiązania typu klientelistycznego. Z tego względu niektórzy badacze, m.in. Jean-Pierre Chrétien, byli skłonni twierdzić, że podział na Hutu i Tutsi jest sztucznym problemem wykreowanym przez rządy kolonialne. Z kolei zdaniem René Lemarchanda odrębność etniczna pomiędzy Hutu a Tutsi ukształtowała się jeszcze w okresie prekolonialnym. Informacje na temat etnogenezy obu grup opierają się jednak wyłącznie na ustnych przekazach i pozostają trudne do weryfikacji. Pierwsi Europejczycy, którzy dotarli na ziemie dzisiejszych Rwandy i Burundi, pozostawali pod wpływem popularnych na przełomie XIX i XX wieku teorii rasowych, stąd obserwując występujące pomiędzy obiema grupami różnice w wyglądzie fizycznym oraz w statusie społecznym, uznali że Tutsi stanowią „rasę wyższą” – predestynowaną do roli uprzywilejowanego pośrednika pomiędzy białymi kolonizatorami a „negroidalnymi rolnikami”. Naukowe uzasadnienie dla tej polityki dostarczyła teoria o „chamickim” pochodzeniu Tutsi. W jej myśl Tutsi – rzekomo potomkowie biblijnych Chamitów – mieli przybyć na tereny dzisiejszej Rwandy i Burundi z terenów wschodniej Afryki, a następnie podbić miejscowych rolników Bantu i narzucić im swój system wartości. Teoria o „chamickim” pochodzeniu Tutsi jest współcześnie odrzucana przez profesjonalnych historyków. Część badaczy jest jednak skłonna zaakceptować teorię, że przodkowie dzisiejszych Tutsi mogli przybyć w region Wielkich Jezior z terenów wschodniej Afryki – przy czym owa migracja nie musiała mieć charakteru zbrojnego podboju.
Oba ludy przez wieki żyły ze sobą w relatywnej zgodzie. Nierówności społeczne, a w ślad za nimi podziały etniczne, uległy jednak zaostrzeniu w okresie rządów kolonialnych (czynnika tego nie należy jednak przeceniać). Niemcy i Belgowie faworyzowali bowiem Tutsi, powierzając im niższe stanowiska w administracji kolonialnej. Jednocześnie na miejscową ludność nakładano rozmaite obciążenia (praca przymusowa, kontyngenty, podatki itp.), co znacznie zwiększyło antagonizmy występujące jeszcze przed przybyciem Europejczyków. Ponadto Belgowie jako pierwsi wprowadzili dokumenty tożsamości zawierające informacje o przynależności etnicznej. W Rwandzie narastające antagonizmy etniczne doprowadziły ostatecznie do wybuchu krwawego powstania ludowego, które obaliło tamtejszą monarchię Tutsi (1959–1962). W rezultacie Rwanda rozpoczęła niepodległy byt jako zdominowana przez Hutu republika, w której Tutsi padali ofiarą dyskryminacji oraz krwawych prześladowań.
Początkowo wiele czynników przemawiało za tym, iż Burundi w przeciwieństwie do północnego sąsiada będzie miało szansę uniknąć etnicznego konfliktu. Społeczna hierarchia oraz podziały etniczne były tam bowiem o wiele mniej sztywne i znacznie bardziej skomplikowane niż w Rwandzie. Dopuszczalny był awans społeczny – np. poprzez uzyskanie przez Hutu statusu Tutsi. Miały miejsce przypadki, gdy Hutu dzięki szczęściu lub osobistym talentom uzyskiwał silniejszą pozycję ekonomiczną, a także wyższy status i wpływy, niż wielu przeciętnych Tutsi. Hodowla bydła nie była przywilejem zastrzeżonym wyłącznie dla Tutsi. Hutu mogli także piastować ważne funkcje administracyjne na prowincji lub na dworze monarchy. Szczególne znaczenie miał jednak fakt, że w Burundi istniała unikalna oligarchiczna warstwa ganwa, która z czasem wykształciła się w osobną grupę etniczną i stała na samym szczycie społecznej hierarchii. O ile więc Rwanda była w okresie prekolonialnym państwem silnie scentralizowanym, a władza tamtejszego monarchy była jednoznacznie utożsamiana z dominacją Tutsi, o tyle w Burundi realną władzę sprawowali „książęta krwi”, podczas gdy monarcha (mwami) już od lat 50. XIX wieku pełnił rolę primus inter pares. W efekcie życie polityczne Burundi w okresie kolonialnym oraz u progu niepodległości nie było zdominowane przez antagonizmy etniczne, lecz przez zaciekłą rywalizację dwóch klanów ganwa – Bezi i Batare. Owe rywalizujące o władzę frakcje były zmuszone szukać poparcia zarówno wśród Tutsi, jak i wśród Hutu. Burundyjski mwami także czerpał znaczną część swojej legitymizacji z symbolicznego utożsamiania się ze swoimi poddanymi Hutu, dzięki czemu cieszył się przez długi czas bezdyskusyjnym szacunkiem oraz stanowił symbol jednoczący państwo.
Ruch niepodległościowy, który narodził się w Burundi po zakończeniu II wojny światowej propagował hasła jedności ponadplemiennej. Wyrazicielem idei narodowowyzwoleńczych stała się przede wszystkim głosząca hasła nacjonalistyczne i postępowe Partia Jedności i Postępu Narodowego Burundi (Parti de l’Union et du Progrès National – UPRONA), w której szeregach znaleźli się przedstawiciele obu największych grup etnicznych. Na czele UPRONA stał charyzmatyczny książę Louis Rwagasore, najstarszy syn panującego monarchy Mwambutsy IV, ganwa z klanu Bezi. W wyborach parlamentarnych przeprowadzonych we wrześniu 1961 UPRONA odniosła miażdżące zwycięstwo, uzyskując 80% poparcie i zdobywając 58 z 64 miejsc w parlamencie. Misję tworzenia rządu otrzymał Rwagasore.

### Narastanie konfliktu etnicznego w pierwszych latach niepodległości
W pierwszej połowie lat 60. antagonizmy etniczne w Burundi gwałtownie się zaostrzyły. Z państwa charakteryzującego się niegdyś skomplikowanym system społeczno-etnicznych układów i wzajemnych zależności, Burundi szybko zamieniło się w kraj rozdzierany zaciętą rywalizacją dwóch grup narodowościowych. Na proces ten wpłynęły w szczególności następujące czynniki:
- śmierć księcia Rwagasore (13 października 1961) – wkrótce po zwycięskich wyborach Rwagasore został zamordowany przez greckiego zabójcę wynajętego przez przywódców konkurencyjnej Parti Démocrate Chrétien (PDC)[d]. Śmierć Rwagasore nie tylko pozbawiła Burundi charyzmatycznego i cieszącego się szerokim poparciem przywódcy, lecz również zaprzepaściła ponadetniczny konsensus zbudowany przez niego w okresie walki o niepodległość[37].
- zwycięska rewolucja Hutu w Rwandzie (1959–1962) – krwawa rewolucja w sąsiednim państwie, zakończona obaleniem monarchii Tutsi i powstaniem zdominowanej przez Hutu, republiki, wywarła ogromny wpływ na wzrost antagonizmów etnicznych w Burundi. Elity Tutsi żyły odtąd w stałej obawie przed możliwością powtórzenia się rwandyjskiego scenariusza, podczas gdy politycy Hutu uświadomili sobie, że szerzenie idei republikańskich może im umożliwić uzyskanie pełnej i niepodzielnej władzy w państwie (aspiracje Hutu podsycała także ustępująca belgijska administracja). Destabilizujący wpływ na sytuację w Burundi miał zwłaszcza napływ blisko 50 tys. uchodźców Tutsi z Rwandy, którzy podsycali wrogość wobec Hutu wśród swoich burundyjskich pobratymców[38][39].
- partykularyzm polityków, którzy w walce o władzę i związane z nią przywileje coraz częściej odwoływali się do kwestii etnicznych, aby uzyskać w ten sposób społeczne poparcie[40].
- zimnowojenna rywalizacja mocarstw, poszukujących sojuszników wśród miejscowych ugrupowań politycznych reprezentujących różne grupy etniczne. Szczególnie aktywna była pod tym względem dyplomacja Chińskiej Republiki Ludowej, mającej nadzieję uczynić z Burundi przyczółek, z którego wspierane będą lewicowe partyzantki w sąsiednim Kongu. Akredytowani w Bużumburze chińscy dyplomaci nawiązali w szczególności bliskie stosunki z elitami Tutsi[41].

Już 14 stycznia 1962, a więc na pół roku przed oficjalnym uzyskaniem niepodległości przez Burundi, miały miejsce krwawe zamieszki w jednej z dzielnic Bużumbury (Kamenge). Bojówkarze należący do młodzieżowej organizacji UPRONA, tzw. Jeunesse Nationaliste Rwagasore (JNR), dokonali szeregu napadów na członków zdominowanej przez Hutu Parti du Peuple oraz powiązanego z nią związku zawodowego Syndicats Chrétiens. Zginął wówczas m.in. przywódca obu tych organizacji, Jean Nduwabike. Pogrom w Kamenge wzburzył wywodzących się z Hutu polityków UPRONA, co w połączeniu z wcześniejszą śmiercią Rwagasore postawiło partię w kryzysie. Jeszcze przed końcem 1962 roku klub parlamentarny UPRONA podzielił się na frakcję Hutu („Monrovia”) i frakcję Tutsi („Casablanca”). Z powodu zaszłości kolonialnych Tutsi utrzymali w swoim ręku większość najważniejszych stanowisk w armii i administracji.
W związku z kryzysem w rządzącej partii oraz wynikającym z niego paraliżem prac rządu, kluczowym czynnikiem w życiu politycznym Burundi stała się chwilowo monarchia. W połowie 1963 roku Mwambutsa IV przejął szereg uprawnień należących dotąd do premiera i rady ministrów. Mwami starał się balansować pomiędzy stronnictwami reprezentującymi rywalizujące grupy etniczne. Jednocześnie powierzył szereg kluczowych stanowisk rządowych członkom swojego macierzystego klanu ganwa (Bezi). Na początku stycznia 1965 zaniepokojony prochińską polityką rządu monarcha wycofał swoje poparcie dla wywodzącego się z Tutsi premiera Albina Nyamoyi. Nowym szefem rządu został mianowany Pierre Ngendandumwe – polityk UPRONA, z pochodzenia Hutu. Kilka dni po objęciu urzędu Ngendandumwe został jednak zamordowany przez uchodźcę Tutsi z Rwandy. Mwami podjął wówczas decyzję o rozpisaniu wyborów parlamentarnych. Odbyły się one w maju 1965 i zakończyły zdecydowanym sukcesem kandydatów Hutu, którzy zdobyli 23 z 33 miejsc w Zgromadzeniu Narodowym. Ku zaskoczeniu i rozgoryczeniu Hutu monarcha powierzył jednak stanowisko premiera swojemu wieloletniemu protegowanemu, Léopoldowi Biha (ganwa). Hutu otrzymali siedem tek ministerialnych, Tutsi przypadły trzy. Mwami przeprowadził jednocześnie godzącą w interesy Hutu reformę samorządową, która zmniejszyła liczbę gmin z 181 do 78, a wybieralnych burmistrzów (zazwyczaj Hutu) zastąpiła funkcjonariuszami mianowanymi przez monarchę.
19 października 1965 grupa wywodzących się z Hutu oficerów armii i żandarmerii podjęła próbę zamachu stanu. Puczyści ciężko zranili premiera oraz przeprowadzili nieudany atak na pałac monarchy. Jednocześnie w jednej z dwóch stołecznych baz wojskowych żołnierze Hutu zbuntowali się przeciw oficerom Tutsi. Już następnego dnia rebelia została jednak stłumiona przez wojska wierne rządowi. Elity Tutsi wykorzystały nieudany pucz jako pretekst do przeprowadzenia zakrojonej na szeroką skalę czystki, mającej na celu eliminację wszelkich wpływów Hutu w życiu politycznym, siłach zbrojnych i strukturach państwowych. 21 października na stadionie w Bużumburze rozstrzelano 38 oficerów i podoficerów Hutu. Cztery dni później w ten sam sposób stracono dziewięciu funkcjonariuszy żandarmerii, w tym czterech oficerów. Z kolei 28 października przed plutonem egzekucyjnym stanęło dziesięciu liderów politycznych Hutu. W kolejnych tygodniach improwizowane trybunały wojskowe wydały 86 wyroków śmierci. W wyniku tej czystki elita polityczna Hutu została w znacznej mierze wymordowana. Oficerowie Tutsi zarządzili także stracenie setek szeregowych żołnierzy Hutu, umacniając tym samym dominację swej grupy w szeregach sił zbrojnych. Do mordów na tle etnicznym doszło także poza stolicą. W prowincji Muramvya – mateczniku najbardziej radykalnych polityków Hutu – bojówki podburzone fałszywymi pogłoskami jakoby Tutsi usiłowali zabić monarchę, dokonały szeregu napadów, w czasie których zabijano Tutsi i palono ich domy. W odpowiedzi wywodzący się z Tutsi gubernator Tharcisse Ntavyibuha zorganizował akcję „przywracania pokoju i porządku”, podczas której armia i bojówki JNR zamordowały ok. 5000 Hutu.
W trakcie nieudanego zamachu stanu Mwambutsa IV uciekł do sąsiedniego Konga. Wkrótce później w kraju uformował się rząd kontrolowany przez armię i zdominowany przez Tutsi. 24 marca 1966 przebywający wciąż na emigracji monarcha wyznaczył regentem swojego syna Charlesa Ndizeye oraz nadał mu specjalne uprawnienia, obejmujące m.in. koordynację i kontrolę prac rządu. 8 lipca 1966 Ndizeye z poparciem armii i biurokracji przejął pełnię władzy w państwie, wstępując na tron jako Ntare V. Radykałowie Tutsi zaczęli jednak wkrótce optować za obaleniem monarchii i wprowadzeniem systemu republikańskiego. Stosunki między rządem a monarchą stawały się z miesiąca na miesiąc coraz bardziej napięte. Ostatecznie 28 listopada 1966 mwami został obalony przez wojskowy zamach stanu. Proklamowano powstanie republiki, na której czele stanął dotychczasowy premier i minister obrony – kapitan Michel Micombero (Tutsi-Hima).

### Kryzysy polityczne w okresie Pierwszej Republiki
Reżim Micombero systematycznie ograniczał wpływy Hutu. W 1967 roku w siedemnastoosobowej Narodowej Radzie Rewolucyjnej – sprawującej najwyższą władzę w państwie – znajdowało się dwunastu Tutsi i zaledwie trzech Hutu. Ponadto Hutu otrzymali zaledwie trzy z czternastu tek ministerialnych (informacji, spraw społecznych, komunikacji), a także tylko jedno spośród ośmiu stanowisk gubernatora prowincji. Pod rozmaitymi pretekstami uniemożliwiano im również służbę w szeregach armii. We wrześniu 1969 władze ogłosiły zdemaskowanie spisku Hutu, mającego na celu obalenie rządu. Prawdziwy bądź rzekomy spisek stał się pretekstem do przeprowadzenia kolejnej czystki, w wyniku której aresztowano około trzydziestu Hutu zajmujących wciąż wysokie stanowiska w rządzie i siłach zbrojnych. W grudniu 1969 dwudziestu oskarżonych zostało skazanych na śmierć. Ponadto uwięziono i stracono wielu szeregowych żołnierzy Hutu (według niektórych źródeł liczba egzekucji przeprowadzonych w grudniu 1969 mogła sięgnąć nawet 100). O ile w 1965 roku spośród ok. 1200 członków sił zbrojnych aż 1000 stanowili Hutu, o tyle po czystce z 1969 roku większość oficerów i żołnierzy stanowili Tutsi. Wydarzenia z 1969 roku ugruntowały dominację Tutsi w państwie. Jednocześnie część radykalnych polityków i intelektualistów Hutu doszła wówczas do przekonania, że przełamanie hegemonii Tutsi będzie możliwe tylko dzięki walce zbrojnej.
Tymczasem od momentu narodzin Pierwszej Republiki narastał konflikt wewnątrz rządzącej elity Tutsi. Jedna z linii podziału przebiegała pomiędzy tzw. Tutsi-Banyaruguru a tzw. Tutsi-Hima. Ci pierwsi cieszyli się tradycyjnie wysokim statusem społecznym i uznawani byli za popleczników monarchii. Z kolei Hima, którzy przejęli władzę w wyniku zamachu stanu z 1966 roku, mieli skromniejsze pochodzenie społeczne i pozostawali zazwyczaj otwarci na radykalne idee społeczno-polityczne. Drugą osią konfliktu – prawdopodobnie nawet nieco ważniejszą – był spór pomiędzy frakcją Tutsi wywodzących się z południowej prowincji Bururi (Banyabururi), a ich rodakami z centralnej prowincji Muramvya (Banyamuramvya). Tożsamości grupowe i regionalne były przy tym często zbieżne. Prezydent Micombero (Hima z prowincji Bururi) obsesyjnie obawiał się, że obalony władca planuje odzyskać tron z pomocą zagranicznych najemników, co wykorzystywała frakcja Banyabururi, aby deprecjonować swoich rywali oskarżeniami o spiskowanie na rzecz przywrócenia monarchii. Przy okazji spór wewnątrz elity Tutsi przekładał się także na zwiększanie antagonizmów etnicznych, gdyż Banyabururi chętnie oskarżali Banyamuramvya o zbytnią pobłażliwość wobec Hutu – rzekomo również sprzyjających restauracji monarchii.
Konflikt w ramach rządzącej elity osiągnął szczytową fazę w lipcu 1971. Pod zarzutem przygotowywania monarchistycznego spisku aresztowano wówczas kilkanaście osób, w tym siedmiu najważniejszych przywódców frakcji Banyamuramvya. Po sfingowanym procesie wojskowy trybunał skazał dziewięciu oskarżonych na karę śmierci, a pozostałych siedmiu na kary dożywotniego więzienia (14 stycznia 1972). Na początku lutego 1972, ze względu na naciski ze strony krajowej i zagranicznej opinii publicznej, Micombero złagodził ten werdykt, zamieniając wyroki śmierci na kary dożywocia oraz uwalniając pięciu innych skazanych. Proces był szeroko relacjonowany przez państwową prasę i radio, a społeczeństwo, przed którym spór wewnątrz obozu władzy był dotąd skrzętnie ukrywany, zareagowało zaskoczeniem i niepokojem. Wiosną 1972 roku, z powodu nieustannych doniesień o prawdziwych bądź urojonych spiskach, Burundi znalazło się praktycznie na skraju anarchii. 30 marca w tajemniczych okolicznościach powrócił do ojczyzny obalony mwami Ntare V, którego natychmiast osadzono w areszcie domowym w Gitega (nie jest wykluczone, iż były monarcha został porwany przez agentów Micombero przy współpracy z tajnymi służbami dyktatora Ugandy, Idi Amina). 23 kwietnia diecezjalny inspektor szkolny z prowincji Bururi poinformował władze w Bużumburze, że niemal wszyscy nauczyciele Hutu z miasta Nyanza-Lac uciekli do sąsiedniej Tanzanii. Przewidując poważne niepokoje władze zwołały na 29 kwietnia naradę w mieście Rumonge, w której miało wziąć udział szereg ważnych osobistości rządowych oraz liczni urzędnicy prowincjonalni. Tymczasem rankiem 29 kwietnia Micombero niespodziewanie podjął decyzję o zdymisjonowaniu całego rządu. Kilka godzin później na południu kraju wybuchło powstanie Hutu.

### Powstanie Hutu w kwietniu 1972

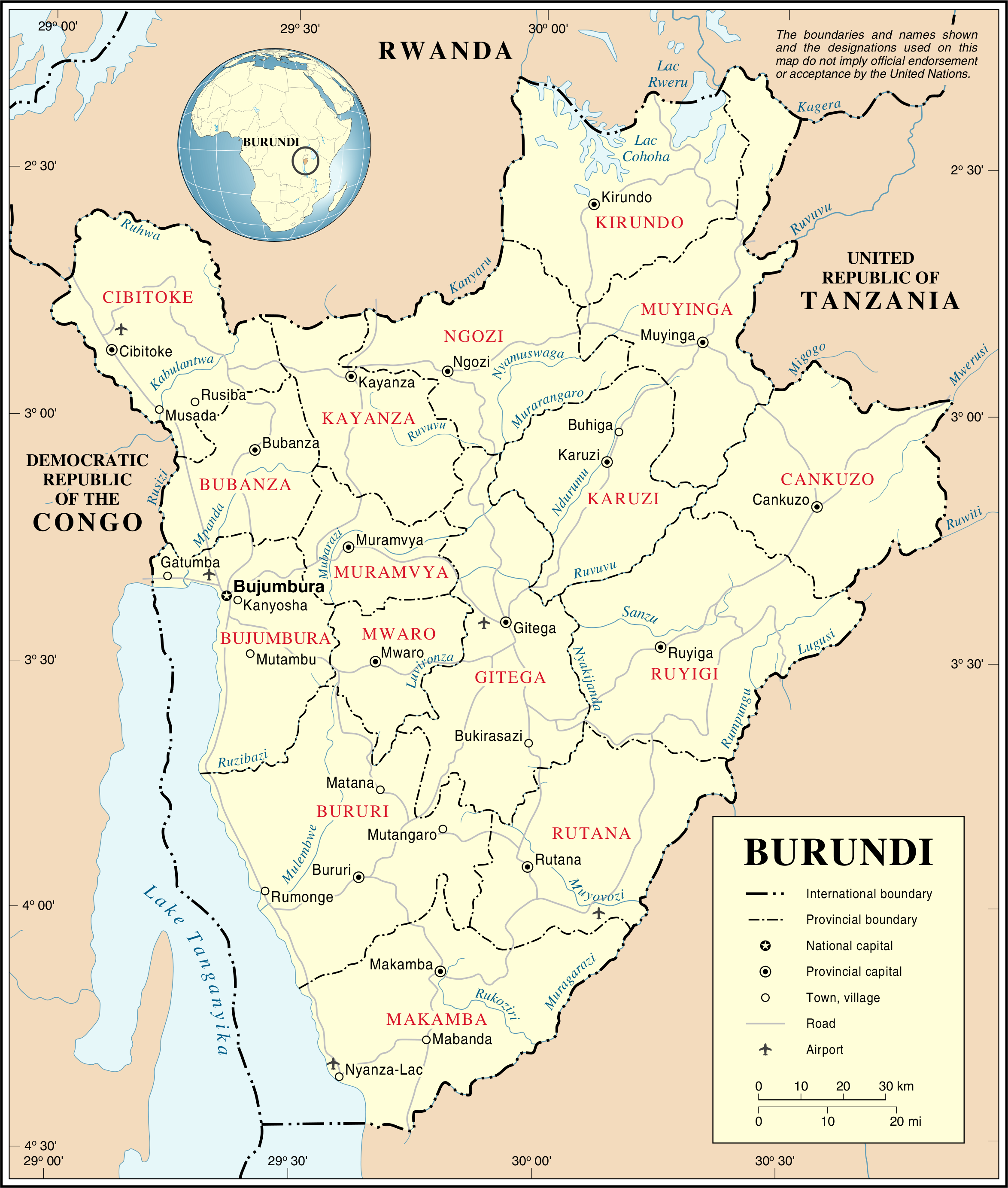
Burundi

Przebieg przygotowań do zbrojnego powstania Hutu pod wieloma względami pozostaje wciąż owiany tajemnicą. Większość źródeł jest jednak zgodna, iż organizatorami rebelii byli: Celius Mpasha, Albert Butoyi, Daniel Ndabiruye oraz Ezechias Biyorero (alias „Yusuf Ibrahim”). Trzej pierwsi byli studentami uniwersytetu w Bużumburze, natomiast ostatni – uważany niekiedy za najważniejszego przywódcę spisku – byłym parlamentarzystą, uwięzionym na krótko podczas czystki w 1969 roku. Cała czwórka była uprzednio związana z broniącą interesów Hutu Parti du Peuple. Wszyscy oni od 1969 roku przebywali także na emigracji w sąsiedniej Tanzanii. Posługując się mieszaniną haseł rasistowskich i rewolucyjnych starali się uzyskać poparcie dla walki zbrojnej wśród szerokich mas Hutu, w szczególności wśród bezrobotnej młodzieży.
Bez wątpienia kryzys wewnątrz obozu władzy zachęcił radykalnych przywódców Hutu do wywołania zbrojnego powstania. Miejsce rozpoczęcia rebelii także nie zostało wybrane w sposób przypadkowy. Powstanie ogarnęło bowiem przede wszystkim obszar równiny Imbo nad wschodnim wybrzeżem jeziora Tanganika, zamieszkiwany głównie przez Hutu oraz pewną liczbę przedstawicieli ludu Wabwari, migrantów z położonego po drugiej stronie jeziora kongijskiego półwyspu Kabwari. Z kolei pasterze Tutsi przez lata unikali tego terytorium z powodu plagi śpiączki wywoływanej przez muchy tse-tse. W efekcie w okresie prekolonialnym oraz za rządów niemieckich tereny Imbo były kontrolowane przez lokalnych wodzów Hutu, natomiast w obszarze wpływów monarchii region ten znalazł się dopiero w okresie rządów belgijskich. Obszar ten był przy tym przez długi czas podatny na społeczne niepokoje. Powstańcom sprzyjał także fakt, iż wiosną 1972 roku lokalni urzędnicy Tutsi dokonali w prowincji Bururi szeregu aresztowań i prowokacji, co wzburzyło miejscową ludność Hutu. W Bururi powstańcy uzyskali wsparcie przede wszystkim ze strony miejscowych inteligentów i drobnych handlarzy Hutu. Po ich stronie walczyła także pewna liczba najemników z sąsiedniego Konga. Zwano ich powszechnie „Mulelistami” (fr. Muleliste), co stanowiło nawiązanie do Pierre Mulele – przywódcy maoistycznej rebelii w Kongu w latach 1964–1965. W rzeczywistości rzekomi „Muleliści” byli prawdopodobnie dawnymi zwolennikami Gastona Soumialota – innego kongijskiego partyzanta, jednego z przywódców lewicowej rebelii we wschodnich prowincjach Konga (1964). Prawdopodobnie do grona „Mulelistów” władze zaliczyły również pewną liczbę uchodźców Babembe z kongijskich prowincji Katanga i Kivu, którzy osiedlili się w Burundi w latach 60., a do rebelii przyłączyli się z powodu dyskryminacji, jakiej byli poddawani na równi z Hutu przez lokalnych urzędników Tutsi.
Rebelianci najczęściej działali w 50–100 osobowych oddziałach, uzbrojonych zazwyczaj we włócznie i maczety. Ich dokładna liczba nie jest znana. Rząd twierdził, że powstańcza armia liczyła ok. 25 tys. bojowników, co jest jednak liczbą znacznie przesadzoną. W szeregach rebeliantów zapewne nie walczyło więcej niż kilka tysięcy ludzi, przy czym ambasada USA powołując się na informacje uzyskane od francuskiego pilota służącego w burundyjskiej armii, oceniała, że ich liczba sięgała niespełna tysiąca, wliczając w to „Mulelistów” oraz Hutu zmuszonych wbrew swej woli do walki po stronie rebelii. Szereg niejasności budzi natomiast kwestia, czy powstańcy dysponowali poparciem wśród niektórych przedstawicieli elit władzy. Prezydent Micombero był przekonany, że rebelię wywołał były monarcha. Zdaniem René Lemarchanda jest to jednak skrajnie mało prawdopodobne, chociażby ze względu na brak charyzmy Ntare i niewielkie poparcie dla jego osoby. Z kolei część źródeł zbliżonych do kręgów rządowych twierdziła, że powstanie było elementem spisku uknutego przez tych nielicznych Hutu, którzy zajmowali wciąż odpowiedzialne stanowiska w armii i administracji. W tym kontekście wskazywani byli w szczególności ppor. Martin Ndayahoze i kpt. Martin Burasekuye (dwaj spośród trzech Hutu zasiadających w Narodowej Radzie Rewolucyjnej), a także minister poczty i telekomunikacji – Pascal Bubiriza. Rządowa propaganda twierdziła, że w przypadku zwycięstwa rebeliantów Ndayahoze miał objąć funkcję prezydenta Burundi. W jego domu miano odnaleźć 2 mln. burundyjskich franków oraz znaczne ilości broni i amunicji. Z kolei to właśnie Burasekuye miał zorganizować naradę w Rumonge, która wystawiła na bezpośrednie zagrożenie znaczną część rządu. Ponadto podawano, że w domu Bubirizy odnaleziono mapę wskazującą miejsca, gdzie skoncentrowana była ludność Tutsi, a w domu wywodzącego się z Hutu ministra robót publicznych – tysiące maczet. Rząd nie przedstawił jednak żadnych dowodów na potwierdzenie tych oskarżeń.
Tymczasem 29 kwietnia między godz. 19:00 a 20:00 rebelianci zaatakowali obiekty rządowe i militarne w miastach Nyanza-Lac i Rumonge w południowych prowincjach Burundi. Zaatakowane zostało również miasto Cankuzo położone we wschodniej części kraju, nieopodal granicy z Tanzanią. Ponadto do zbrojnego wystąpienia doszło w samej stolicy, gdzie około 40–60 rebeliantów bez powodzenia zaatakowało stację radiową, a następnie zablokowało skrzyżowanie prowadzące do jednej ze stołecznych baz wojskowych, niszcząc kilka samochodów i zabijając ich pasażerów (po kilku godzinach grupa została rozbita przez armię rządową). W Rumonge i Nyanza-Lac powstańcy zdobyli miejscowe arsenały. Schwytanych Tutsi nierzadko mordowano bez względu na wiek i płeć. W Bururi zabito niemal wszystkich urzędników i żołnierzy Tutsi, w tym gubernatora prowincji. Zabijano również tych Hutu, którzy nie chcieli przyłączyć się do rebelii lub próbowali ochronić swoich przyjaciół i sąsiadów Tutsi. Wiele ofiar zamordowano z olbrzymią brutalnością – istnieją relacje mówiące np. o obcinaniu warg, czy wycinaniu płodów z brzuchów ciężarnych kobiet. W ciągu tygodnia powstańcy zabili od 1000 do 3000 osób (obecni na miejscu zagraniczni misjonarze szacowali liczbę ofiar na ok. 800–1200). W niektórych miejscowościach mordowano Tutsi korzystając z przygotowanych uprzednio list proskrypcyjnych (nie było to jednak regułą). Zabójstwom towarzyszyły często rabunki i podpalenia. Masakry nie miały jednak zorganizowanego i systematycznego charakteru. Nie były odosobnione przypadki, gdy oszczędzano schwytanych Tutsi – zwłaszcza gdy mieli oni możliwość przekupienia rebeliantów.
W chwili wybuchu powstania w Rumonge trwała wspomniana wcześniej narada, w której uczestniczyli m.in. Albert Shibura (minister sprawiedliwości i spraw wewnętrznych), André Yanda (minister informacji, sekretarz wykonawczy UPRONA), Thomas Ndabemeye (szef sztabu sił zbrojnych) oraz Bernard Bizindavi (szef tajnej policji Sûreté). W czasie ataku część urzędników została zabita, inni musieli ratować się ucieczką. Shibura i Yanda wywalczyli sobie drogę odwrotu, po czym udali się niezwłocznie do stolicy, a stamtąd do miasta Gitega, gdzie od miesiąca przebywał w areszcie domowym obalony mwami. Shibura miał osobiście zastrzelić Ntare, a także szeregowego żołnierza, który był świadkiem królobójstwa.
Na początku maja powstańcy proklamowali w gminie Vyanda powstanie tzw. Republiki Martyazo. Tymczasem pogłoski o obecności „Mulelistów” w szeregach rebelii zaniepokoiły dyktatora sąsiedniego Zairu, Mobutu Sese Seko. 3 maja w Bużumburze wylądowało ok. 200 kongijskich żołnierzy. Do 12 maja chronili oni miejscowe lotnisko. W tym krytycznym momencie militarna pomoc ze strony sąsiedniego państwa znacznie wzmocniła nadszarpniętą pewność siebie prezydenta Micombero. Armia rządowa przystąpiła do kontrofensywy i w ciągu niespełna tygodnia zlikwidowała „Republikę Martyazo”.

## Ludobójstwo Hutu
Wydarzenia, które miały miejsce w następnych tygodniach wykroczyły dalece poza represje wobec zwolenników stłumionej rebelii. Na obszarze całego Burundi rozpoczęły się bowiem zakrojone na szeroką skalę masakry Hutu. Najbardziej radykalna część obozu władzy doszła bowiem do wniosku, iż dla zachowania hegemoni Tutsi – a wręcz dla zabezpieczenia egzystencji tego ludu – niezbędna będzie fizyczna likwidacja całej wykształconej warstwy Hutu. W gronie organizatorów rzezi znaleźli się przede wszystkim wspomniani Albert Shibura, André Yanda i Thomas Ndabemeye, a także Joseph Rwuri (wojskowy doradca prezydenta). Za głównego architekta ludobójstwa uznawany jest jednak powszechnie minister spraw zagranicznych Artémon Simbananiye. Wiele wskazuje, iż to właśnie on stał za przekształceniem represji wobec zwolenników powstania w eksterminację elit Hutu. Od 12 maja Simbananiye, jako ambasador bez przydziału obdarzony szerokimi pełnomocnictwami, organizował masowe mordy na prowincji. Charakterystyczny jest fakt, że wszyscy kluczowi organizatorzy ludobójstwa pochodzili z prowincji Bururi, w kilku wypadkach nawet z tej samej gminy (Matana).
Wielu Hutu wierzy, że ludobójstwo 1972 roku było wynikiem spisku uknutego przez Simbananiye (tzw. plan Simbananiye), mającego na celu eksterminację znacznej części populacji Hutu w Burundi, a w konsekwencji zmniejszenie dysproporcji w liczebności obu grup etnicznych. Część z nich jest nawet przekonana, że rebelia na południu kraju była od samego początku rządową prowokacją, która dostarczyła jedynie pretekstu do rozpoczęcia rzezi. Nie umniejszając odpowiedzialności Simbananiye za dokonane zbrodnie należy jednak wskazać, że brakuje poważnych dowodów na poparcie teorii, iż eksterminacja elit Hutu została zaplanowana jeszcze przed wybuchem kwietniowej rebelii. Niewątpliwie Simbananiye i jego współpracownicy wykorzystali natomiast strach przed fizyczną zagładą, jaki wywołało wśród wielu Tutsi nieudane powstanie Hutu, aby przekształcić represje wobec zwolenników rebelii w zorganizowaną i systematyczną likwidację wykształconej warstwy Hutu. Zdaniem René Lemarchanda organizatorzy ludobójstwa zamierzali osiągnąć cztery cele:
1. zapobiec kolejnej rebelii Hutu oraz zapewnić długotrwałą stabilność kraju poprzez fizyczną likwidację całej elity Hutu[g];
2. w sposób definitywny ugruntować monopol Tutsi w siłach zbrojnych i strukturach państwowych;
3. w sposób definitywny uniemożliwić restaurację monarchii, czemu służyło zabójstwo Ntare oraz towarzysząca masakrom Hutu rozprawa z Tutsi-Banyaruguru;
4. zapewnić Tutsi-Hima legitymację do rządzenia państwem, poprzez zaprezentowanie tej grupy jako jedynego skutecznego obrońcy Burundi przed wrogami zewnętrznymi i wewnętrznymi.

Masakry Hutu były dokonywane przede wszystkim przez żołnierzy armii rządowej oraz paramilitarne bojówki złożone z członków młodzieżówki rządzącej partii UPRONA – tzw. Jeunesses Révolutionnaires Rwagasore (JRR). Rząd starał się także zaangażować zwykłych Tutsi do udziału w rzezi. Wielokrotnie miały miejsce przypadki, gdy mężczyznom Tutsi rozdawano broń i polecano, aby wspomogli wojsko i JRR przy przeprowadzaniu aresztowań i dokonywaniu mordów. Rządowa propaganda przedstawiała zabijanie Hutu wręcz jako obywatelski obowiązek. Państwowe radio nawoływało ludność, by „tropiła pytony ukryte w trawie”. Wiele dowodów wskazuje, iż w rozprawie z Hutu szczególnie chętnie brali udział uchodźcy Tutsi z Rwandy (zwłaszcza na północy kraju, gdzie znajdowała się większość obozów dla uchodźców). Dla licznych Tutsi – w szczególności na prowincji – udział w rzeziach stanowił doskonałą okazję, aby uregulować osobiste porachunki lub zagarnąć majątek należący do ofiar. Z drugiej jednak strony nieznana do dziś liczba Tutsi została aresztowana i stracona za otwarte protestowanie przeciwko masakrom lub ukrywanie swoich przyjaciół Hutu. Miały nawet miejsce wypadki, gdy mordowani byli Tutsi, których wygląd fizyczny odpowiadał stereotypowemu wizerunkowi Hutu (niscy i krępi). W ten sposób zginąć mieli m.in. profesor Amédée Kabugubugu oraz zarządca gminny w prowincji Ngozi, François Gikoro. Na marginesie rzezi Hutu reżim dokonał także rozprawy z innymi prawdziwymi lub domniemanymi wrogami wewnętrznymi. 6 maja zamordowano w Gitega około 100 Tutsi-Banyaruguru.
Armia i JRR już w pierwszej fazie ludobójstwa całkowicie „oczyściły” swoje szeregi z Hutu. Zamordowano wówczas około 750 żołnierzy oraz blisko 300 żandarmów wywodzących się z tej grupy etnicznej. Setki Hutu będących członkami JRR także zginęło z rąk swoich dotychczasowych towarzyszy. Ponadto wymordowano ostatnich Hutu zajmujących jeszcze wysokie stanowiska państwowe – m.in. wspomnianego ppor. Martina Ndayahoze. Czystka była przy tym tak szeroko zakrojona, iż wystarczyło, aby żołnierz lub żandarm miał jednego dziadka Hutu, by został na niego wydany wyrok śmierci. W dalszej kolejności armia i JRR przystąpiły do likwidacji całej elity Hutu. Na obszarze całego kraju proklamowano stan wyjątkowy oraz ogłoszono godzinę policyjną, trwającą od zmierzchu do świtu. Rozpoczęły się masowe aresztowania, których ofiarą padali przede wszystkim wykształceni Hutu – urzędnicy, nauczyciele, inżynierzy, agronomowie itp. W miastach Bużumbura, Gitega i Ngozi zatrzymano wszystkich Hutu zatrudnionych w państwowej administracji, nie wyłączając nawet szoferów i wykwalifikowanych robotników. Michael Hoyt, zastępca ambasadora USA w Bużumburze, oceniał, że do 10 maja 1972 w samej tylko stolicy zamordowano ok. 1000 osób. Prawdopodobnie łączna liczba Hutu zamordowanych w Bużumburze zamknęła się liczbą 4000. Do końca czerwca 1972 „zaginęli” niemal wszyscy nauczyciele Hutu zatrudnieni w szkołach średnich, a także 45% nauczycieli Hutu zatrudnionych w szkołach podstawowych. W czasie ludobójstwa zamordowano około 300 pielęgniarek i pomocników medycznych. Represje nie ominęły również kościołów. Marvine Howe, dziennikarka New York Times odnotowała w czerwcu 1972, że zamordowanych zostało 12 katolickich księży, a także „tysiące protestanckich pastorów, nauczycieli, kierowników szkół”. Reginald Kay oceniał, że w wyniku ludobójstwa działające w Burundi kościoły i wspólnoty protestanckie straciły 60% swoich pastorów. Z kolei Adrian Hastings podawał, iż wiosną i latem 1972 zamordowanych zostało 15 duchownych anglikańskich, 18 duchownych katolickich, a także co najmniej 2100 świeckich katechetów katolickich (zdecydowaną większość ofiar stanowili Hutu). W katolickiej misji Martyazo z 80 świeckich katechetów pozostało przy życiu zaledwie ośmiu. Najbardziej znanym duchownym, który poniósł śmierć w czasie ludobójstwa był katolicki ksiądz Michel Kayoya, który dla wielu Hutu stał się później symbolem męczeństwa i walki o prawa człowieka.
Ofiary aresztowań zazwyczaj zabierano do więzień, gdzie były rozstrzeliwane lub mordowane przy użyciu maczet, pałek i kolb karabinowych. Szczególnym okrucieństwem wykazywali się zwłaszcza członkowie JRR, którzy nierzadko dokonywali mordów i aresztowań całkowicie na własną rękę. Partyjne bojówki budziły w całym kraju powszechną grozę.

Historie, które można nazwać tylko obrzydliwymi, dochodzą do nas każdego dnia. Wielu Hutu jest zakopywanych żywcem. Jeden z informatorów obliczył, że w samym tylko Rutovu zabito od 1400 do 1500 mężczyzn Hutu. Typowym narzędziem egzekucji jest młot – depesza Michaela Hoyta do Departamentu Stanu USA (10 czerwca 1972).

Simbananiye i jego stronnicy zamierzali nie tylko zlikwidować elitę Hutu, lecz również zapobiec jej odrodzeniu się w przyszłości. Z tego powodu masowo mordowano studentów oraz uczniów szkół średnich, a w wielu przypadkach również uczniów szkół podstawowych. Uczniowie Tutsi na polecenie władz przygotowywali wykazy z nazwiskami swoich szkolnych kolegów Hutu, a nierzadko osobiście bili ich i mordowali. Najczęściej jednak do szkół wkraczali żołnierze lub bojówkarze JRR, którzy na podstawie przygotowanych wcześniej list wywoływali uczniów Hutu i wywozili ich w nieznane. „Zaginęła” w ten sposób jedna trzecia studentów uniwersytetu w Bużumburze (120 osób). École normale w dzielnicy Ngagara na przedmieściach stolicy straciła ponad 100 z 315 uczniów. Spośród 415 uczniów uczęszczających do szkoły technicznej w stołecznej dzielnicy Kamenge, 60 zginęło, a kolejnych 110 musiało uciekać z kraju. Szkoła średnia w Bużumburze (athénée) straciła ponad 300 spośród 700 uczniów (część zamordowano, inni uciekli z kraju). Podobne wypadki miały miejsce na prowincji. W Gitega „zaginęło” 148 uczniów miejscowej athénée (o 40 z nich wiadomo, że na pewno zginęli) oraz 40 z 79 studentów instytutu technologii rolniczych (26 z całą pewnością poniosło śmierć). Ciężkie straty poniosły też École normale supérieure i École nationale d’administration, jak również katolickie i protestanckie szkoły wyznaniowe.
Celem akcji eksterminacyjnej byli przede wszystkim wykształceni Hutu, lecz w okresie ludobójstwa żaden członek tej grupy etnicznej nie mógł być pewien swojego życia. Dotyczyło to przede wszystkim tych prowincji, które zostały objęte zbrojnym powstaniem. W depeszy z 9 czerwca 1972 Hoyt informował Departament Stanu, że „[…] żaden wykształcony mężczyzna Hutu nie pozostał przy życiu. Dotyczy to w szczególności południa kraju, gdzie z rosnącej liczby wsi otrzymujemy informacje, iż nie pozostał tam ani jeden mężczyzna Hutu”. Następnego dnia depeszował z kolei, iż „na obszarze między Mwaro a Bukirasaz armia mordowała wszystkich mężczyzn Hutu, których mogła znaleźć. Cywile Tutsi zabijają kobiety i dzieci. Liczba ofiar idzie w tysiące”. Jeden z byłych członków JRR wspominał po latach: „to była straszna i niewyobrażalna rzeź […] droga była pokryta ciałami, które rozkładały się w słońcu od tygodnia. W Kabezi i Nyanza-Lac jedynymi żywymi istotami jakie ujrzeliśmy były psy, kozy i porzucone krowy”. Nie miały przy tym żadnego znaczenia poglądy polityczne ofiar. Mordowani byli bowiem również Hutu, którzy pozostawali całkowicie lojalni wobec rządu i uczestniczyli aktywnie w walce z rebelią. W Matana w północnej części prowincji Bururi miał nawet miejsce przypadek, gdy zostali zamordowani Hutu, którzy pomagali armii i bojówkom Tutsi w urządzaniu łapanek na swoich rodaków. Armia wykorzystywała także żywność dostarczaną przez zagraniczne organizacje humanitarne, aby zwabić i wymordować ukrywających się w buszu Hutu. Nieopodal stolicy zamordowano w ten sposób ok. 150 mężczyzn. Wypadki oporu były stosunkowo rzadkie. Tylko w Matana doprowadzeni do ostateczności Hutu spalili miejscową siedzibę UPRONA (17 czerwca). Następnego dnia w odwetowej egzekucji zamordowano tam 50 mężczyzn.

## Konsekwencje społeczno-polityczne
Rzeź trwała od końca kwietnia do końca sierpnia 1972 roku. Według najbardziej ostrożnych szacunków zamordowano wówczas co najmniej 100 tys. burundyjskich Hutu. Nie jest jednak wykluczone, że liczba ofiar mogła sięgnąć 200 tys., a nawet 300 tys. Ponadto w obawie o swoje życie z Burundi uciekło od 150 tys. do 300 tys. Hutu – większość znalazła schronienie na terytorium sąsiednich Tanzanii i Rwandy. W wyniku ludobójstwa niemalże wszyscy wykształceni Hutu zostali zamordowani lub znaleźli się na uchodźstwie.
W depeszy do Departamentu Stanu z 25 lipca 1972 Michael Hoyt trafnie oceniał, iż „represje wobec Hutu nie polegają tylko na zabijaniu. To także próba odebrania im dostępu do edukacji, zatrudnienia, własności, czy jakiejkolwiek szansy na poprawę swojego bytu”. W perspektywie krótkoterminowej organizatorzy ludobójstwa rzeczywiście osiągnęli niemal wszystkie zakładane cele. Eksterminacja wykształconej warstwy Hutu, której towarzyszyła masowa grabież należącego do ofiar majątku, ostatecznie utwierdziła status Tutsi, jako warstwy dominującej. Przez następnych 16 lat władza, wpływy, przywileje i bogactwo były zastrzeżone wyłącznie dla przedstawicieli tej grupy etnicznej, podczas gdy Hutu blokowano dostęp do edukacji oraz pozbawiano ich możliwości służby w strukturach militarnych lub pracy w administracji państwowej. Do 1988 roku burundyjscy Hutu nie odważyli się także wystąpić otwarcie przeciw hegemonii Tutsi. Z drugiej jednak strony przekształcenie Burundi w państwo ściśle etnokratyczne spowodowało, iż elity Tutsi – oficjalnie nadal wierne rewolucyjnej i egalitarnej ideologii UPRONA – ostatecznie utraciły w oczach Hutu legitymizację do sprawowania władzy. Odtąd mogły one utrzymywać swą dominację tylko za pomocą terroru.
Społeczno-polityczne konsekwencje ludobójstwa odczuwane są w Burundi do dziś. Nienawiść i nieufność podsycane pamięcią o ludobójstwie były jedną z kluczowych przyczyn, które doprowadziły najpierw do masakr na tle etnicznym w sierpniu 1988, później natomiast – do klęski rozpoczętego na początku lat. 90. procesu demokratyzacji oraz wybuchu wieloletniej wojny domowej, w której poniosło śmierć blisko 300 tys. ludzi (1993–2005). O ile bowiem wcześniej stosunki pomiędzy przedstawicielami obu grup etnicznych układały się mimo wszystko w miarę poprawnie (zwłaszcza na prowincji), o tyle masakry 1972 roku trwale podzieliły Hutu i Tutsi. Pamięć o ludobójstwie wywarła w szczególności olbrzymi wpływ na kształtowanie się tożsamości grupowej Hutu, którzy postrzegali odtąd siebie samych jako społeczność naznaczoną męczeństwem, natomiast Tutsi – jako grupę jednoznacznie obcą i wrogą. W obozach dla uchodźców na terenie Tanzanii i Rwandy, gdzie po ludobójstwie 1972 roku schroniły się dziesiątki tysięcy Hutu, pielęgnowano nienawiść wobec Tutsi i postawy odwetowe. Tworzyły się tam radykalne organizacje Hutu, których bojownicy dokonywali zbrojnych rajdów na terytorium Burundi. W jednym z obozów dla uchodźców – w Mishamo na terenie Tanzanii – Rémi Gahutu założył w kwietniu 1980 roku ugrupowanie o nazwie Parti de Libération du Peuple Hutu (PALIPEHUTU). Stało się ono wkrótce najsilniejszym i najbardziej radykalnym ugrupowaniem ekstremistów Hutu. Po rozpadzie PALIPEHUTU, do którego doszło na początku lat 90., powstały na jego bazie najbardziej radykalne i nieprzejednane organizacje Hutu, w szczególności tzw. Forces Nationales de Libération – FNL, które dopuściły się licznych zbrodni podczas wojny domowej w latach 1993–2005.
W sprawie ludobójstwa burundyjskich Hutu nie przeprowadzono dotąd żadnego międzynarodowego lub krajowego śledztwa. Żaden ze sprawców ludobójstwa nie został pociągnięty do odpowiedzialności karnej. Porozumienia pokojowe kończące wojnę domową w Burundi przewidywały powołanie Komisji Prawdy i Pojednania, której celem miało być m.in. dogłębne zbadanie przypadków naruszeń praw człowieka, do których dochodziło w tym kraju od momentu uzyskania niepodległości w 1962 roku. Decyzję o utworzeniu komisji burundyjski parlament podjął jednak dopiero 17 kwietnia 2014 roku .

## Reakcje społeczności międzynarodowej i Kościoła katolickiego
Władze Burundi od samego początku stanowczo zaprzeczały, jakoby ich armia dopuszczała się jakichkolwiek zbrodni podczas tłumienia rebelii (w szczególności wobec kobiet i dzieci). Utrzymywano, że liczba ofiar nie przekroczyła 15 tys. Co więcej, reżim zaprzeczał nawet jakoby konflikt miał podłoże etniczne. Rezolucje przyjęte podczas trzeciego krajowego kongresu Jeunesses Révolutionnaires Rwagasore, który odbył się w Bużumburze w pierwszej połowie sierpnia 1972 roku, głosiły, iż podział na Hutu i Tutsi jest wymysłem belgijskiego kolonializmu, a kwietniowa rebelia Hutu wybuchła na skutek „imperialistycznego spisku”, zmierzającego do pogrążenia Burundi w wojnie domowej i rabunku jego zasobów naturalnych. „Istnieje [w Burundi] tylko jedna mniejszość – mniejszość reakcjonistów i zdrajców sprawy ludu, która właśnie przelała krew na ziemi naszego ukochanego Burundi” zapisano w dokumencie końcowym kongresu.
Dopiero po upływie kilku tygodni akredytowani w Bużumburze zachodni dyplomaci zorientowali się, iż burundyjska armia oraz współpracujące z nią paramilitarne bojówki dopuszczają się czynów, które można zakwalifikować jako ludobójstwo. USA były stosunkowo dobrze zorientowane w sytuacji dzięki wspomnianym wcześniej depeszom Michaela Hoyta. Już 26 maja 1972 przesłał on do Departamentu Stanu raport, w którym znalazły się słowa: „bez wytchnienia, bez przerwy. To co najwyraźniej jest ludobójstwem, trwa nadal”. Alarmistyczne depesze Hoyta nie wzbudziły jednak poważniejszej reakcji Waszyngtonu. Amerykański ambasador w Burundi, Thomas Melady, w związku z zakończeniem swej kadencji opuścił Bużumburę 25 maja 1972, odbierając jeszcze na pożegnanie burundyjskie odznaczenie państwowe. Po powrocie do ojczyzny zachował całkowite milczenie na temat wydarzeń z wiosny i lata 1972. Prezydent Richard Nixon był osobiście bardzo poruszony napływającymi z Burundi informacjami, jednakże kierowany przez Henry’ego Kissingera Departament Stanu stał konsekwentnie na stanowisku, że rozgrywające się w tym środkowoafrykańskim państwie wydarzenia w żaden sposób nie zagrażają interesom Stanów Zjednoczonych. W efekcie reakcja USA na ludobójstwo Hutu w Burundi stanowiła w ocenie Carnegie Endowment for International Peace mieszaninę „obojętności, inercji i nieodpowiedzialności”.
W podobny sposób na wydarzenia w Burundi zareagowały inne państwa i organizacje międzynarodowe. W maju 1972, a więc momencie gdy ludobójstwo było już w pełnym toku, wizytę w Burundi złożył sekretarz generalny Organizacji Jedności Afrykańskiej, Diallo Telli. W trakcie wizyty wystosował oświadczenie, w którym podkreślił, iż jego obecność w Bużumburze jest oznaką „całkowitej solidarności Sekretariatu OJA z prezydentem, a także z rządem oraz bratnim narodem Burundi” (22 maja). 30 maja akredytowani w Bużumburze ambasadorzy wystosowali z inicjatywy nuncjusza apostolskiego utrzymany w łagodnym tonie list do prezydenta Micombero. Znalazły się w nim następujące słowa: „Jako prawdziwi przyjaciele Burundi obserwowaliśmy z bólem i niepokojem wydarzenia ostatnich kilku tygodni. Z tego powodu jesteśmy zadowoleni z Pańskiej decyzji o powołaniu »grupy mędrców«, mających za zadanie uspokoić sytuację w kraju, a także z rozkazów, które wydał Pan, aby poskromić samowolne działania niektórych osób i grup, a także akty prywatnej zemsty i nadużycia władzy”. Do tego momentu zginęły już tysiące Hutu, a wielu innych miało zostać zamordowanych w następnych miesiącach. Ambasador Francji, wojskowego sojusznika Burundi, uznał przy tym zapisy listu za zbyt ostre i odmówił złożenia swojego podpisu. Jedynie Belgia pod wpływem informacji o dokonywanych przez reżim Micombero rzeziach anulowała układ o współpracy wojskowej z Burundi. 22–28 czerwca 1972 w Burundi przebywał jeszcze specjalny doradca sekretarza generalnego ONZ ds. afrykańskich, Issoufou Saidou-Djermakoye. Po zakończeniu jego wizyty sekretarz generalny Kurt Waldheim ograniczył się do wydania oświadczenia, w którym wyraził „żarliwą nadzieję, iż pokój, harmonia i stabilność będą mogły zostać osiągnięte szybko i skutecznie, tak aby Burundi mogło zrealizować cele z zakresu postępu społecznego, lepszych standardów życia, a także innych ideałów i zasad określonych w Karcie Narodów Zjednoczonych”.
Bardzo powściągliwa była również reakcja Kościoła katolickiego. Ponieważ w czasie ludobójstwa dwóch biskupów Hutu znalazło się przejściowo w areszcie domowym, wyrazicielami głosu Kościoła stali się przede wszystkim abp Andre Makarakiza (ordynariusz archidiecezji Gitega) oraz bp. Michel Ntuyahaga (ordynariusz diecezji bużumburskiej) – obaj z pochodzenia Tutsi. Zasadniczo starali się oni uwiarygodnić rządową narrację. Z jednej strony publicznie potępili oni bowiem przypadki samosądów, z drugiej jednak kilkukrotnie określili informacje o masakrach jako „przesadzone pogłoski” oraz w żaden sposób nie skrytykowali działań rządu. Co więcej, 12 sierpnia obaj biskupi oświadczyli, iż „błędem byłoby postrzegać ten problem wyłącznie jako zagadnienie polityki wewnętrznej, jako konflikt pomiędzy Hutu a Tutsi. To raczej efekt diabolicznego spisku, którego celem jest zwieść nasz lud, aby wywołać rasową nienawiść […] są tacy, którzy głoszą, iż występują w obronie maluczkich, a w rzeczywistości występują niemal wyłącznie w interesie jednego plemienia”. Zwierzchnicy działających w Burundi zagranicznych misjonarzy poczuli się w pewnym momencie zmuszeni skierować poufny list do burundyjskiego episkopatu, ostrzegając, iż „Bahutu nigdy nie wybaczą hierarchii, iż bez jednego słowa protestu pozwoliła, aby ich czołowi przedstawiciele zostali zmasakrowani”.
W sąsiedniej Rwandzie informacje o ludobójstwie w Burundi sprowokowały falę odwetowych pogromów. W 1973 roku doszło do zamieszek na terenie kampusu uniwersyteckiego w Butare oraz w licznych szkołach średnich, podczas których wielu uczniów i studentów Tutsi zostało zamordowanych przez swoich kolegów Hutu. Owe pogromy wywołały kolejną falę uchodźstwa rwandyjskich Tutsi. Chaos wywołany tymi wydarzeniami sprowokował ostatecznie wojskowy zamach stanu, w wyniku którego władzę w Rwandzie przejął Juvénal Habyarimana oraz popierające go elity Hutu z północy kraju – nastawione szczególnie nieufnie i wrogo wobec Tutsi. W okresie poprzedzającym ludobójstwo w Rwandzie (1994) pamięć o ludobójstwie w Burundi była wykorzystywana przez propagandę ekstremistów Hutu (m.in. przez „Radio Tysiąca Wzgórz”), aby potęgować nienawiść wobec Tutsi.
Masakry Hutu w Burundi nigdy nie przyciągnęły szerszego zainteresowania mediów i światowej opinii publicznej, porównywalnego z uwagą poświęconą ludobójstwu w sąsiedniej Rwandzie. Przez długi czas owe wydarzenia nie cieszyły się również większym zainteresowaniem ze strony historyków. Dopiero w 2007 roku powstała pierwsza naukowa monografia poświęcona wyłącznie tym wydarzeniom (J-P. Chrétien, J-F. Dupaquier: Burundi 1972). Do tego czasu głównym źródłem informacji na temat ludobójstwa w Burundi pozostawały wspomnienia uchodźców Hutu oraz zachodnich misjonarzy. W ocenie René Lemarchanda masakry Hutu w Burundi można bez większej przesady nazwać „zapomnianym ludobójstwem”.

## Ocena historyków
Zdaniem Lemarchanda rzezie Hutu w 1972 roku były „jednym z najbardziej zatrważających naruszeń praw człowieka w historii postkolonialnej Afryki”, a zarazem najtragiczniejszym wydarzeniem w historii Burundi. Mieszkańcy Burundi do opisania tych wydarzeń używają niekiedy słowa ikiza (pol. „plaga”). Wśród badaczy przedmiotu nadal występuje jednak spór, do jakiego stopnia masakry Hutu w Burundi spełniały prawnomiędzynarodową definicję ludobójstwa.
Polityczne i opiniotwórcze elity burundyjskich Tutsi w dużej mierze wyparły ze swojej świadomości tragiczne wydarzenia 1972 roku. Radykalni ideolodzy Tutsi za jedyne ludobójstwo w historii Burundi uznają masowe rzezie swoich rodaków, do których doszło po zamordowaniu prezydenta Melchiora Ndadaye w październiku 1993 roku. W odniesieniu do wydarzeń z 1972 roku te same kręgi były skłonne przypisywać ludobójcze zamiary wyłącznie powstańcom Hutu, rząd miał natomiast podjąć jedynie niezbędne kroki, aby ocalić Tutsi przed fizyczną eksterminacją.
Bez wątpienia celem sprawców nie było zniszczenie całej grupy etnicznej, stąd nie można porównywać masakr w Burundi z Holocaustem bądź ludobójstwem Tutsi dokonanym przez ekstremistów Hutu w Rwandzie (1994). Z drugiej jednak strony akcja eksterminacyjna była zakrojona na szeroką skalę, przebiegała w sposób systematyczny i zorganizowany, a jej celem było wyniszczenie całej wykształconej warstwy Hutu. W myśl konwencji ONZ w sprawie zapobiegania i karania zbrodni ludobójstwa za ludobójstwo uznawane są natomiast czyny dokonane w zamiarze „zniszczenia w całości lub części grup narodowych, etnicznych, rasowych lub religijnych”. Z tego względu René Lemarchand ocenia, że masakry Hutu w Burundi stanowią przykład „częściowego”, bądź też „selektywnego” ludobójstwa. Wydarzenia te uznał również za ludobójstwo historyk regionu Wielkich Jezior Afrykańskich, Jean-Pierre Chrétien.
Był to pierwszy odnotowany przypadek ludobójstwa w historii postkolonialnej Afryki. Zdaniem Stephena Weissmana masakry burundyjskich Hutu w 1972 roku stanowiły „pierwszy jednoznaczny przypadek ludobójstwa od czasów Holocaustu”.